# 碘酸钴
碘酸钴是一种无机化合物，化学式为Co(IO3)2。碘酸钴在420°C分解，生成四氧化三钴。

## 制备
碘酸钴可由碘酸或碘酸锂在硝酸酸性条件下和硝酸钴反应得到。如果未使用硝酸，会得到紫色的Co(IO3)2和粉色块状的Co(IO3)2·2H2O的混合物。
Co(NO3)2 + 2 LiIO3 → Co(IO3)2 + 2 LiNO3